# سابة الثانية (غرب كارون)
سابة الثانية (بالفارسية: سبعه دو) هي منطقة سكنية تقع في إيران في قسم غرب كارون الريفي. يقدر عدد سكانها بـ 88 نسمة بحسب إحصاء 2016.